# 越川駅

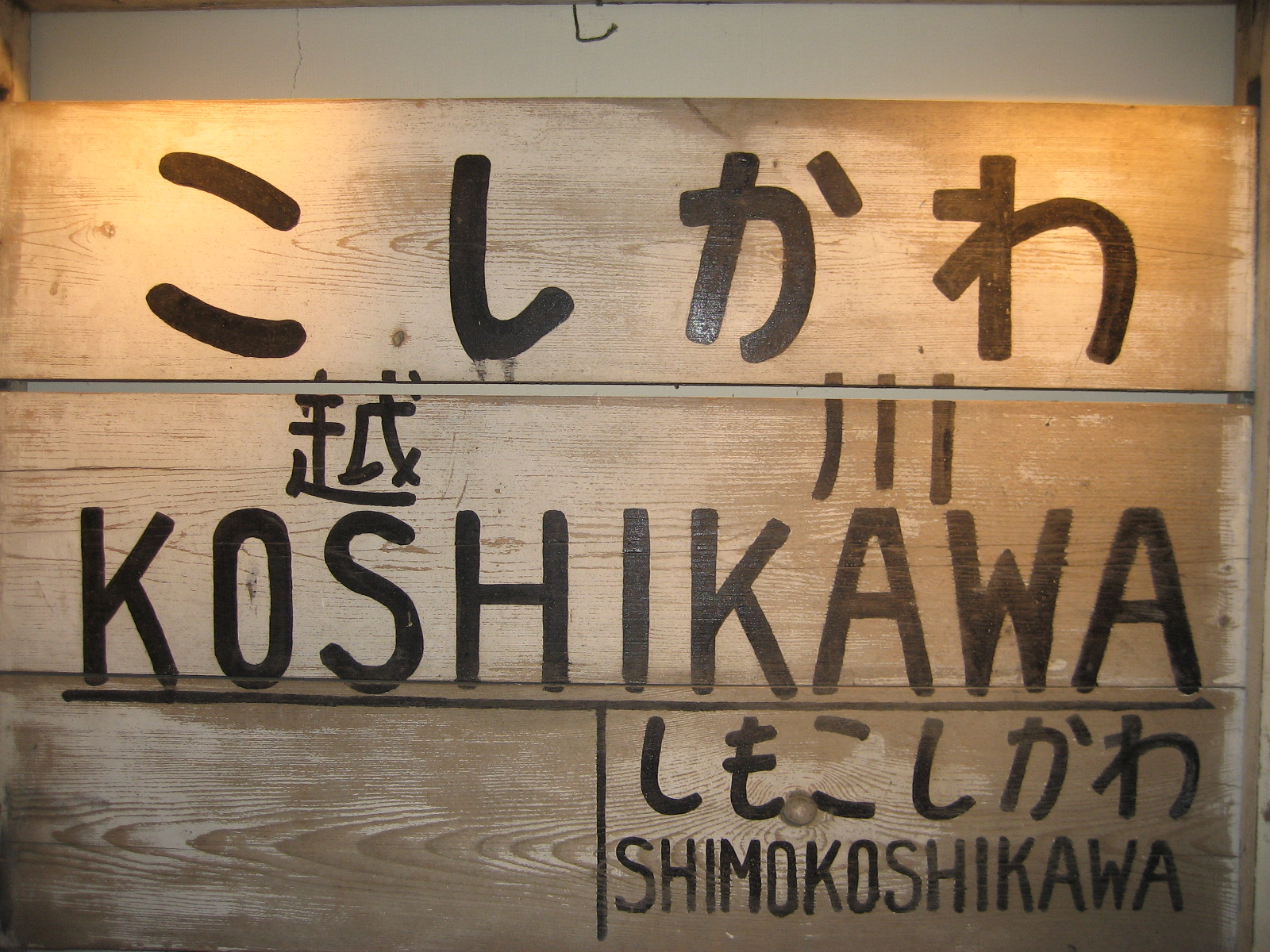
駅名標（斜里町知床博物館所蔵）

越川駅（こしかわえき）は、北海道斜里郡斜里町字越川にかつて存在した、日本国有鉄道（国鉄）根北線の鉄道駅（廃駅）である。事務管理コードは▲111803。

## 歴史
標津線の根室標津駅までの延長時には中間駅となる予定であったが、延長されることなく根北線の廃止とともに廃駅となった。
開業当初は年間6,000トンの木材が越川駅から輸送され、列車は1日に4回発着し、駅前には製材工場や食料品店もあったというが、2年後には木材の輸送が途絶えた。
- 1957年（昭和32年）11月10日：根北線新設[3]に伴い開業[4]、営業範囲は一般運輸営業[5]。
- 1960年（昭和35年）7月25日：貨物の取り扱いを廃止[6][7]。
- 1962年（昭和37年）4月1日：荷物の取り扱い廃止[8]。同時に無人駅化[9]。
- 1970年（昭和45年）12月1日：根北線の全線廃止[10]に伴い、廃駅となる[11][12]。

## 駅構造
駅構内は比較的広く、有人駅時代は旅客ホームは島式1面2線を持ち、他に貨物用側線や転車台を有していた。無人駅化後、駅舎とは反対側の2番線ホームに列車が発着し、他の施設は放置された。駅舎はモルタル塗りの比較的大きな建物だったが、廃線直前には駅舎の窓は板で打ちつけられ、ホームや構内も雑草や灌木が生い茂り、ポイントや引込線のレール、転車台、ブロック建ての官舎4棟もあったが、かなり荒廃していた。

## 隣の駅
日本国有鉄道
根北線
下越川駅 - （十四号仮乗降場 - 十六号仮乗降場） - 越川駅